# Дубровник восточный
Дубровник восточный (лат. Teucrium orientale) — многолетнее травянистое растение вид рода Дубровник (Teucrium) семейства Яснотковые (Lamiaceae).

## Ботаническое описание

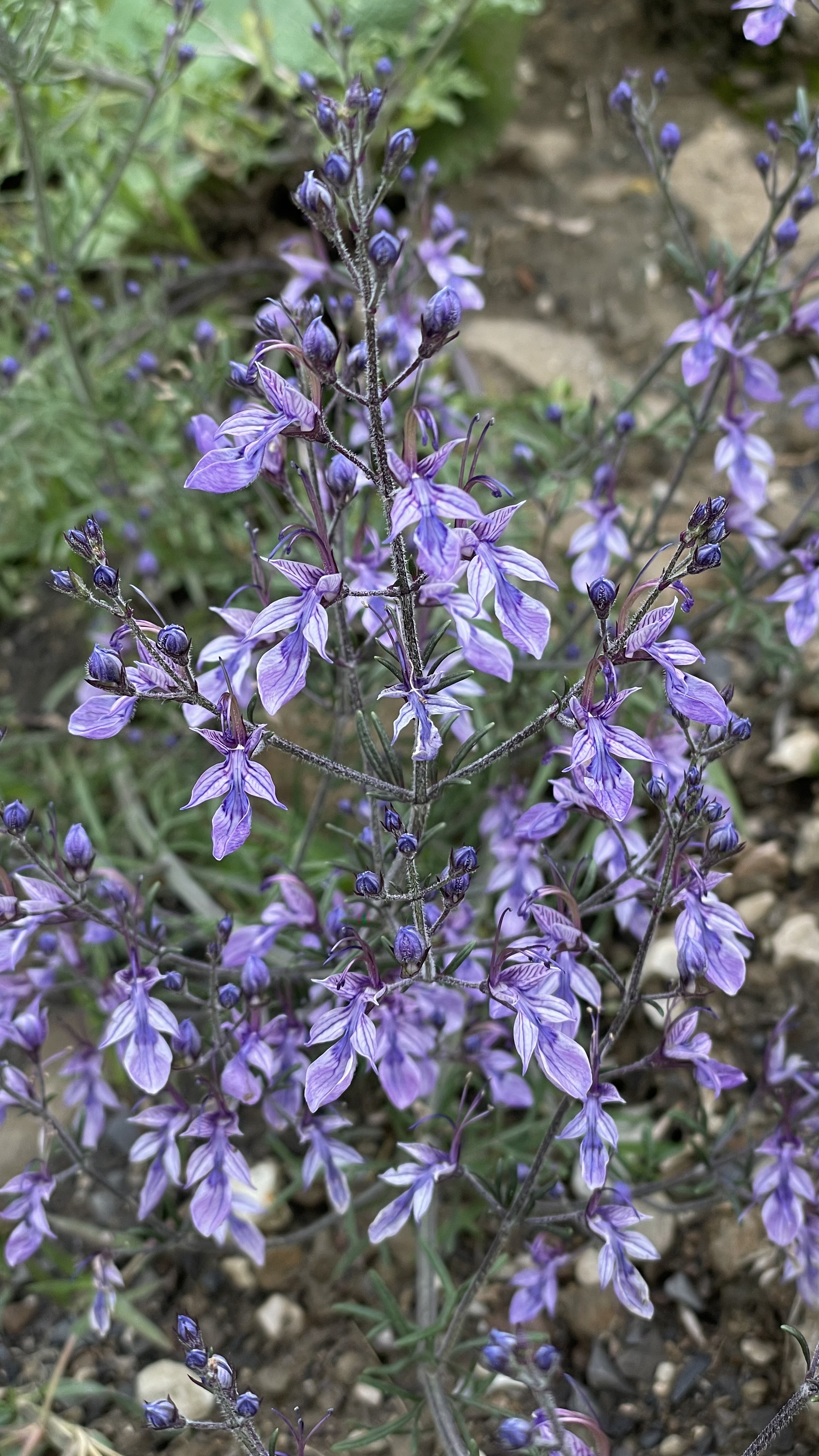
Верхушка цветущего растения. Дагестан, с. Гуниб, ~1400 м н.у.м., каменистая обочина дороги

Многолетнее травянистое растение или полукустарничек высотой 20—25 см.
Побеги приподнимающиеся или лежачие, 20—40 см длиной.
Стебель четырёхгранный, ветвистый, опушенный, при основании восходящий или прямостоячий. Листья стойкие, простые, трёхперистые, сероватые, опушенные, сидячие и на черешках.
Цветки синего цвета с фиолетовыми оттенками около 1 см в диаметре, с пятью лепестками, собраны в разветвленные рыхлые кистевидные соцветия. Цветки собраны в дихазии, образующие метёлковидный тирс.
Венчик синий, верхняя губа не развита, нижняя губа с тремя сегментами. Средний сегмент губы трёхраздельный, центральная доля ланцетно-эллиптическая, туповатая, боковые доли — ланцетные, острые, более короткие. Боковые сегменты губы линейно-шиловидные направлены вверх, в два раза короче средней доли центрального сегмента.
Плод — орешек.

## Распространение и экология
Евразийский вид. Распространён главным образом на Кавказе, в Малой Азии и Иране.
Естественный ареал: Иран, Ирак, Ливан-Сирия, Северный Кавказ, Палестина, Закавказье, Турция.
Растёт по берегам водоемов, на каменистых россыпях и скалах, опушках и лесных полянах, в редколесьях, на сухих лугах, в горных степях, на каменистых склонах, в щебнях, на высотах примерно от 300 до 2400 м.
Светолюбивое растение, способное переносить длительную засуху (ксерофит) и умеренно требовательное к количеству элементов питания в почве (мезотроф).
Цветет в июле-августе.
Зимостоек, при этом частично выходит из-под снега зелёным.

## Применение
Используется в качестве декоративного садового растения. Полностью проявляет свою декоративность в случае массовой посадки на значительных площадях, которые при цветении выглядят накрытыми фиолетовым облаком.
Хороший медонос, так как цветёт обильно и долго, привлекая пчёл и бабочек.

## Агротехника
Размножается посевом семян под зиму. Можно сеять весной, но для дружного прорастания требуется стратификация.

## Систематика

### Синонимика
Согласно базе данных GBIF на январь 2023 года в синонимику вида входят следующие обозначения:
- ≡ Melosmon orientale (L.) Raf.
- = Teucrium orientale subsp. orientale

### Дочерние таксоны
Этот вид изменчив как по габитусу, так и по форме чашечки, опушению отдельных органов, в том числе поверхности эремов.
Согласно базе данных GBIF на январь 2023 года вид имеет два подвида и три разновидности:
- Teucrium orientale subsp. gloeotrichum Rech.f.
- Teucrium orientale subsp. taylorii (Boiss.) Rech.f.
  - ≡ [syn.  Teucrium taylorii Boiss.]
  - = [syn. Teucrium orientale subsp. muticum Menitsky]
- Teucrium orientale var. glabrescens Hausskn. ex Bornm. — разновидность, у которой стебли голые[6] или почти голые, иногда только в нижней части могут быть опушенными[8]. 
  - = [syn.  Teucrium eginense Freyn]
  - = [syn. Teucrium eginense var. brevidens Freyn]
  - ≡ [syn. Teucrium orientale subsp. glabrescens (Hausskn. ex Bornm.) Rech.f.]
  - = [syn. Teucrium orientale var. brachyodon Freyn]
  - ≡ [syn. Teucrium orientale var. glabrescens Hausskn.]
  - =  [syn. Teucrium orientale var. subglabrum Freyn]
  - = [syn.  Teucrium wanense Freyn]
- Teucrium orientale var. orientale — типовая разновидность характеризуется наличием в опушении стеблей как коротких прижатых, так и длинных, многоклеточных, обычно извилистых, более или менее оттопыренных волосков[8]
  - = [syn.  Teucrium nivale Boiss.]
- Teucrium orientale var. puberulens Ekim — разновидность, у которой стебли бархатистые, опушены[6] очень короткими (1–3-клеточными) прижатыми волосками; в соцветии волоски более длинные[8].